# Tárhierarchia
A tárhierarchia feladata, hogy a processzor által igényelt adatok a megfelelő időben és idő alatt legyenek elérhetőek. Ehhez szükséges a cache tárak használata. Hardveres kialakítása a cache tárak beékelésével történik. A hierarchia-rendszer csúcsán a processzor áll, alatta a hozzá tartozó cache tár, mely lehet on-chip (beépített) vagy off-chip (külső), utána a főtár helyezkedik el, majd újabb cache tár, a háttértárolók, még egy cache, majd a tömegtárolók követik. Fontos tulajdonság lehet, hogy a processzorhoz legközelebb álló cache a tárkezelő egység (MMU) előtt, vagy mögött helyezkedik el, erről bővebben a címzési eljárásokban található magyarázat. A tárhierarchia megfelelő működését a tárkezelő rendszer látja el.